# Oceanario de Nordsøen
El Oceanario de Nordsøen (en danés: Nordsøen Oceanarium) es un acuario público y un museo que se abrió en 1998 en las costas del Mar del Norte en Hirtshals, Jutlandia del Norte, Dinamarca. Es el mayor acuario público en el norte de Europa. El Oceanario es parte del Nordsøcentret, que también alberga un centro de conferencias. Está especialmente diseñado para sostener bancos de peces y especies pelágicas. Es de gran importancia que estos peces tienen suficiente espacio - mucho más espacio que en los tanques de peces tradicionales - para que puedan mostrar un comportamiento natural. Por lo tanto el Oceanario está construido con un volumen de 4.500.000 litros (1.189.000 USgal) de agua. No solo es importante que el área de superficie es grande (el Oceanario es elíptico y mide 22 por 33 metros), también destaca la gran profundidad de 8 metros (26,2 pies) necesaria para un comportamiento específico de los peces. Cada banco de peces puede elegir la profundidad de acuerdo a su especie, al igual que lo hacen en el mar.